# Fadenförmiger Sonnentau
Der Fadenförmige Sonnentau (Drosera filiformis) ist eine Pflanzenart aus der Gattung der Sonnentaue (Drosera) in der Familie der Sonnentaugewächse (Droseraceae). Diese fleischfressende Pflanze kommt mit zwei Varietäten nur an der Ostküste Nordamerikas vor. 

## Beschreibung

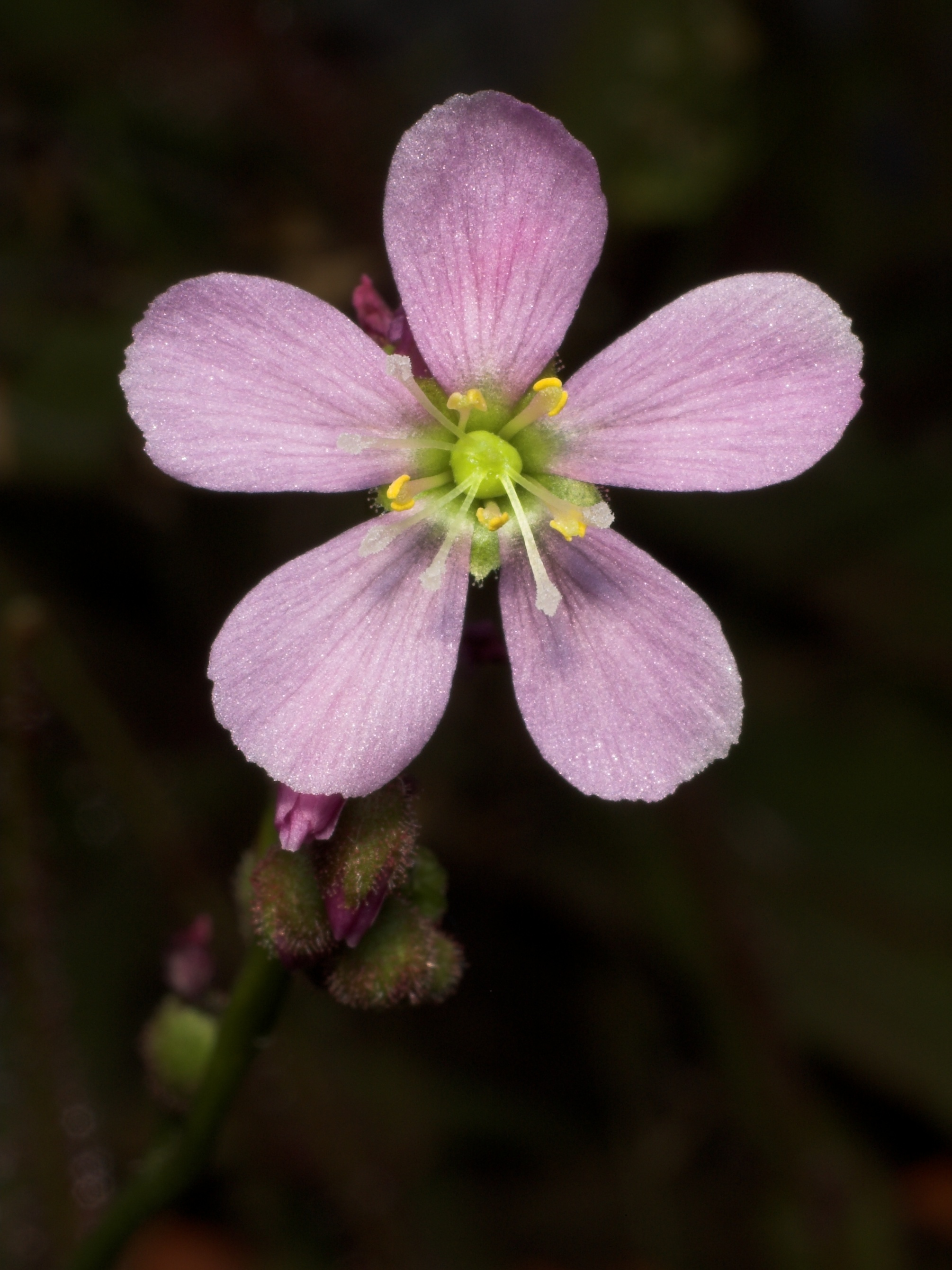
Radiärsymmetrische, fünfzählige Blüte im Detail

### Vegetative Merkmale
Der Fadenförmige Sonnentau ist eine aufrecht wachsende, ausdauernde krautige Pflanze. 
Die Pflanze bildet etwa 5 bis 30 lange, fadenförmige, 15 bis 40 Zentimeter hohe Fangblätter aus, die fast schon ab der Bodenoberfläche mit den typischen Tentakeln besetzt sind, welche mit großen Klebetropfen versehen sind und sich zur Beute hin bewegen können. Gegen Ende der Vegetationsperiode zieht sich Drosera filiformis in eine Überwinterungsknospe zurück, mit deren Hilfe sie auch längere Fröste überstehen kann.

### Generative Merkmale
Die Blütenstände, welche bis zu 60 Zentimeter hoch werden können, sind Wickel. Ab April blühen die 4 bis 21 Blüten einzeln nacheinander. Die zwittrigen, selbstbestäubenden Blüten sind radiärsymmetrisch und fünfzählig mit doppelter Blütenhülle. Die fünf rosafarbenen Kronblätter sind mit 7 bis 17 Millimetern ungewöhnlich groß.
Die Chromosomenzahl beträgt 2n = 20.

## Vorkommen
Drosera filiformis ist disjunkt an der Ostküste Nordamerikas zu finden. Sie wächst auf oft sandigen, feuchten bis nassen Böden. D. filiformis kommt in den USA in New Jersey, Maryland, North Carolina aber auch Florida vor. Letzteres Vorkommen wurde als D. filiformis var. floridana beschrieben. In Kanada wächst die Pflanze nur in der Provinz Nova Scotia. Drosera filiformis var. tracyi wächst ausschließlich an der US-Golfküste, hauptsächlich in Florida, aber auch in Georgia, Alabama und Mississippi.

## Systematik
Die Erstbeschreibung von Drosera filiformis erfolgte 1808 durch Samuel Rafinesque.
Von Drosera filiformis gibt es drei Varietäten:
- Drosera filiformis Raf. var. filiformis
- Drosera filiformis var. floridana B.Rice: kleinere, tiefrote bis orange Blätter, dünnere Blütenstängel und kleinere Blüten
- Drosera tracyi oder Drosera filiformis var. tracyi (Macfarl.) Diels.

D. tracyi unterscheidet sich deutlich von den anderen Formen. Die folgende Tabelle zeigt die Unterschiede unter Berücksichtigung der statistisch wahrscheinlichsten 68 % der Werte:
| Eigenschaft                          | Drosera filiformis | Drosera tracyi |
| ------------------------------------ | ------------------ | -------------- |
| Farbe der Tentakeln                  | rot bis dunkelrot  | weiß           |
| Blattlänge                           | 9,7–17 cm          | 26–32 cm       |
| Blattstiellänge                      | 0–9 mm             | 22–44 mm       |
| Blütenstandhöhe                      | 8,9–19 cm          | 31–45 cm       |
| Anzahl Blüten                        | 7–15               | 13–19          |
| Verhältnis Tentakellänge/Blattbreite | 2,6–4,8            | 0,9–2,3        |
| Verhältnis Blatt/Blattstiel          | 18–110             | 5,1–25         |

Wegen der geografischen Isolation und den morphologischen Unterschieden sehen viele Autoren Drosera filiformis var. tracyi als eigene Art: Drosera tracyi. Diese Einordnung ist umstritten und es werden beide Versionen häufig verwendet.
Die Kreuzung D. filiformis × D. tracyi trägt den Namen Drosera × californica Hort. ex Cheek (1993),  D. filiformis var. floridana × D. tracyi wurde als Drosera × californica var. arenaria B.Rice beschrieben. Die Hybride kommt natürlicherweise nur in Florida vor, dem einzigen Ort, wo beide Arten zusammen wachsen. Der Name ist eine Anlehnung an eine weit verbreitete Kultursorte dieser Hybride, welche schon 1973 entstanden ist und den Namen 'California Sunset' trägt. Die Kreuzung ist fruchtbar, was gegen die Einstufung als zwei getrennte Arten spricht, da fast alle Hybriden zwischen unterschiedlichen Arten dieser Sektion steril sind.
D. filiformis var. filiformis bildet mit dem Mittleren Sonnentau die natürliche Hybride Drosera × hybrida Macfarl., welche steril ist.